# Lac Kamickekotokckakamacik
Lac Kamickekotokckakamacik är en sjö i Kanada.   Den ligger i regionen Lanaudière och provinsen Québec, i den sydöstra delen av landet, 240 km nordost om huvudstaden Ottawa. Lac Kamickekotokckakamacik ligger 428 meter över havet. Arean är 0,10 kvadratkilometer. Den ligger vid sjön Lac du Puceron.
I omgivningarna runt Lac Kamickekotokckakamacik växer i huvudsak blandskog. Trakten runt Lac Kamickekotokckakamacik är nära nog obefolkad, med mindre än två invånare per kvadratkilometer.